# Patruljedeling
En patruljedeling er en deling bestående af 2-4 patruljegrupper, samt en delingsfører og en delingssergent.

## Patruljernes opgaver
En patruljes opgave kan f.eks. være opklaring, rekognoscering og sabotage.

## Patruljernes sammensætning
En patruljegruppe består af 5-8 mand og er i stand til at operere uafhængigt bag fjendens styrker i kortere eller længere tid.
De enkelte medlemmer af patruljerne har typisk forskellige specialer, f.eks. sanitet, finskytte eller bortsprængning.
En patruljedeling består af 2-4 patruljegrupper og et føringselement med en patruljedelingsfører og bl.a. en signalmand.
Der forskel på hvad Hæren og Hjemmeværnet betegner som en patruljedeling:
I Hærens terminologi er en patruljedeling (PTRDEL) eller et patruljekompagni (PTRKMP) en patruljeenhed med en fjernopklaringskapacitet, dvs. evnen til at indsætte små patruljer uset over store afstand fra egne enheder via særlige indsættelsesmetoder så som faldskærm eller kampsvømning og i længere tid (en uge eller mere) uden støtte, og med en langtrækkende signalforbindelse (typisk HF-radio ellers SATCOM) som sætter patrulje i stand til at sende informationer hjem om hvad de observerer. De enheder i forsvaret der opfylder disse betingelser er foruden Jægerkorpset og Frømandskorpset: Sirius-patruljen, patruljedelingen ved Prinsens Livregiment (nu nedlagt), patruljekompagniet ved Danske Divsision (nu nedlagt) og patruljekompagniet ved Hærens Operative Kommando (nu omdøbt til SSR – Særlig Støtte og Rekognoscering).
I Hjemmeværnets terminologi findes der ikke længere patruljegrupper, patruljedelinger eller patruljekompagnier (ud over SSR der opstilles af hjemmeværnet), idet hjemmeværnets patruljekapacitet nu betegnes "patruljeindsat". En patruljeindsatsgruppe (PTRIGRP), en patruljeindsatsdeling (PTRIDEL) eller et patruljeindsatskompagni (PTRIKMP) i hjemmeværnet har kapacitet til at udsende indsatspatruljer over kortere afstande i kortere tid (ti kilometer fra egne enheder i op til 72 timer). Betegnelsen Patruljedeling og Patruljekompagni anvendes fortsat af historiske årsager ved enkelte enheder i hjemmeværnet. Læs mere om Hjemmeværnet

## Danske patruljeenheder
- Patruljedelingen, Prinsens Livregiment (PTRDEL/PLR) (Tidligere under Dronningens Livregiment) (en del af PTRKMP/DDIV)(Nedlagt!)
- Patruljekompagniet, Danske Division (PTRKMP/DDIV) (Nedlagt!)
- Patruljekompagniet, Hærens Operative Kommmando (PTRKMP/HOK) – nu SSR.
- Hjemmeværnets Særlig Støtte og Rekognoscering (SSR)
- Hjemmeværnets Patruljeindsatsdelinger (PTRIDEL) er opdelt i distrikter. På Sjælland er det København, Københavns Vestegn, Nordsjælland, Vestsjælland & Sydsjælland Lolland og Falster. På Fyn er det Odense Jylland er inddelt i Nordjylland, Midtjylland

og Sønderjylland. se mere på hjv.dk